# 이네오스
이네오스는 영국에 본사를 둔 석유화학회사이며, 세계 4위의 화학 회사이다.

## 역사
- 1998년 창립
- 2000년 미국에서 모바일 페놀 공장이 준공되었으며
- 2004년 로디아(영어판)로부터 유황부문을 인수하였다.
- 2006년 BP로부터 이노벤 인수한 뒤
- 2007년 악조노벨과 솔트유니온로부터 폴리머 및 백염사업을 인수했다. 뒤이어 빈노리트(독일어판)의 E-PVC 사업을 매각하고, 랑세스의 ABS수지사업을 인수했다.
- 2008년 노르스크 하이드로의 폴리머사업 인수했고, BP로부터 VAM 및 에틸아세테이트 사업을, 실리카사업은 PQ에 매각했다. 이후 바스프로부터 SEAL SANDS 아크릴로니트릴 사이트를 인수했으며
- 2010년 본사를 스위스에서 영국으로 이전하고, INEOS OXIDE , ZWIJNDRECHT 시설에 100만 톤 에틸렌 터미널을 건설했다.
- 2011년 이네오스와 바스프가 새로운 글로벌 스티렌계 합작회사인 스티롤루션을 설립했다.
- 2013년 솔베이와 함께 세계적인 PVC사업을 인수함.
- 2017년 솔베이의 INOVYN 지분 매입했다.
- 2020년 이탈리아에 고급 폴리머 파일럿 공장을 개장하고, 새로운 글로벌 헬스케어 사업 INEOS HYGIENICS를 출범했다. 동년에는 BP의 석유화학사업을 인수했다.
- 2021년 항생제 내성 퇴치를 위한 새로운 OXFORD UNIVERSITY INSTITUTE 설립을 위해 1억 파운드를 기부 했다.